# Radek Křesťan
Radek Křesťan (* 2. Dezember 1981 in Opava) ist ein ehemaliger deutsch-tschechischer Eishockeyspieler, der zuletzt beim EC Bad Nauheim aus der DEL2 unter Vertrag stand. Seit 2019 arbeitet er als Nachwuchstrainer beim EC Bad Nauheim.

## Karriere
Křesťan begann seine Karriere im Nachwuchs des tschechischen Erstligisten HC Havířov, wo er seit 1999 in der Juniorenmannschaft aktiv war. Nachdem er in seiner ersten Spielzeit in 45 Partien 35 Punkte erzielte und diese Punktausbeute im folgenden Jahr steigerte, wurde der Stürmer während der Saison 2000/01 in die Profimannschaft des HC Havířov einberufen, wo er daraufhin 22 Ligaspiele absolvierte und fünf Scorerpunkte erzielte.
Der gebürtige Tscheche blieb bis 2003 in Havířov, ehe er zu den Hannover Scorpions aus der Deutschen Eishockey Liga wechselte. Dort wurde der Rechtsschütze 54-mal eingesetzt und konnte dreimal punkten. Zu Beginn der Saison 2004/05 statteten ihn die Scorpions mit einer Förderlizenz aus, mit der Křesťan auch für den Hannoveraner Kooperationspartner, den REV Bremerhaven, spielberechtigt war. Bis zum Jahr 2006 ging der Angreifer überwiegend für den REV in der 2. Bundesliga aufs Eis. In Bremerhaven gehörte der Tscheche dem Stammkader an und war zudem einer der erfolgreichsten Offensivspieler der Liga. Křesťans beste Spielzeit war die Saison 2005/06, als er in 64 absolvierten Partien 90 Scorerpunkte erzielte. Somit hatte er einen maßgeblichen Anteil am Erreichen des Play-off-Finals, wo er mit dem REV in einer Best-of-Five-Serie mit 2:3-Siegen verlor. 
Aufgrund der gezeigten Leistungen schloss sich der Stürmer im Sommer 2006 den Frankfurt Lions aus der DEL an. Mit den Lions erreichte er in der Saison 2007/08 das Play-off-Halbfinale der Deutschen Eishockey Liga. Sein Vertrag, der im Jahr 2008 auslief, wurde nicht verlängert. Křesťan wechselte daraufhin erneut in die 2. Bundesliga zu den Schwenninger Wild Wings, wo er auf Anhieb mit 73 erzielten Punkten in 47 absolvierten Spielen Topscorer der Liga wurde. Anfang März 2009 zeichneten ihn die Fans des SERC in einer Abstimmung der Tageszeitung Südkurier zum Spieler des Jahres aus. Sein Vertrag in Schwenningen lief noch bis zum Ende der Saison 2009/10, jedoch nahm der Flügelstürmer ein Angebot der Grizzly Adams Wolfsburg aus der Deutschen Eishockey Liga an.
Zur Saison 2010/11 wechselte Křesťan erneut zu den Schwenninger Wild Wings in die 2. Eishockey-Bundesliga. Von 2012 bis 2016 stand er bei den Ravensburg Towerstars unter Vertrag. Zur Saison 2016/17 wechselte er innerhalb der DEL2 zum EC Bad Nauheim. 
2019 beendete er seine Karriere und wurde Nachwuchstrainer beim ECBN.

## DEL-Statistik
(Stand: Ende der Saison 2009/10)